# میکروگان XM214
XM214 یک پیش‌نمونه آمریکایی برای مسلسل چرخشی ۵٫۵۶ میلیمتری است که توسط جنرال الکتریک طراحی و ساخته شده‌است. XM214 که با نام میکروگان هم شناخته شده‌است، یک نسخه کوچکتر و سبک‌تر از مینی‌گان است.